# Napszúrás
A napszúrás az erős napsütés, illetve magas hőmérséklet együttes és tartós hatására kialakuló kellemetlen tünetekkel járó egészségi állapot, amely igen gyakran következik be a nyári, vagy forróbb időszakokban. A napszúrás nem összetévesztendő a hőgutával. Kiváltó tényezői egyaránt lehetnek fizikai, illetve kémiai jellegűek. Fizikai okai lehetnek a tartós kitettség a napsugárzásnak, illetve a magas hőmérsékletnek, illetve mechanikus ingerek (ütés, nyomás). Kémiai okai közt a szervezet sav-bázis egyensúlyának felborulása, illetve allergia fordulhat elő. A napszúrás tüneteit nem vírusok, illetve baktériumok okozzák.

## Tünetei
A napszúrás tünetei a következők: fejfájás, szédülés, megemelkedett testhőmérséklet, láz, hányinger, hányás, egyes súlyosabb eseteknél eszméletvesztés, ájulás is előfordulhat.

## Kialakulása
Napszúrás elsősorban olyan személyeknél alakul ki, akik a magas környezeti hőmérsékletnek, illetve a közvetlen napsugárzásnak huzamosabb ideig ki vannak téve. Munkájuk jellegénél, illetve a munkavégzésük helyénél fogva ilyen a napszúrás kialakulásával elsődlegesen fenyegetett személyek lehetnek például az útépítők, a mezőgazdasági munkások, a segédmunkások, a vasúti pályamunkások, a biztonsági őrök és a többi. 
A fedetlen fejet huzamos időn keresztül érő napsugárzás igen gyorsan kiválthatja a rosszullétet. Amennyiben hányás fordul elő a betegnél, akkor számolni kell a nagyfokú vízveszteséggel is, amelyet sürgősen pótolni kell. A legtöbb betegséghez hasonlóan a napszúrás is elsősorban az idősebb korosztályba tartozó felnőtteket, valamint a kiskorúakat veszélyezteti. Forró nyári napokon fordítsunk nagyobb figyelmet a saját folyadékpótlásunkra, illetve embertársaink, közeli ismerőseink vízutánpótlására is figyeljünk.

## Teendők napszúrás esetén
A beteget azonnal hűvös, árnyékos helyre kell vinni, amely lehet például egy hűtött, légkondicionált helyiség is, vagy akár egy hűvösebb pince, szoba is, amely kellően be van sötétítve. A beteget le kell fektetni és meg kell kezdeni a szervezetéből távozott folyadék visszapótlását, illetve felhevült testének hűtését, akár hideg vizes borogatás alkalmazásával. A folyadékpótlásra felhasznált italok hűsek legyenek és sok ásványi anyagot tartalmazzanak, többek közt némi sót is, amely a szervezetből gyorsan kiürül a fokozott verejtékezés közben. Erre a szervezet elektrolitháztartásának fenntartásához van szükség, amely a kálium, a nátrium és a klór kényes egyensúlyán alapul.
A napszúrásból 24-48 óra alatt fel lehet épülni, ugyanakkor, ha a tünetek a fentebb említett teendők elvégzése ellenére is súlyosbodnak, akkor haladéktalanul orvoshoz kell fordulni.
Különösen fontos, hogy kánikulai napokon sohase hagyjunk magára zárt utastérben kisgyermeket, háziállatot, mert nem csak napszúrást, hanem hőgutát is kaphat!